# Lois Lowryová
Lois Lowryová (* 20. března 1937 Honolulu) je americká autorka knih pro děti a mládež. Vydala jich více než třicet a za mnohé z nich dostala různá ocenění. Nejvýznamnějším oceněním je Cena Johna Newberyho, kterou dostala hned dvakrát, a to za knihy Spočítej hvězdy a Dárce. Do češtiny byly přeloženy její tři knihy: Dárce (2013), Spočítej hvězdy (2015) a Hledání modré (2016). V současné době[kdy?] žije ve státě Massachusetts.

## Život
Lois Lowryová se narodila v Honolulu na Havaji 20. března 1937 jako Lois Ann Hammersberg. Jako dítě byla velmi plachá a introvertní, ale velmi milovala knihy, proto se již v 8 letech rozhodla, že bude v budoucnu spisovatelkou. Narodila se jako prostřední dítě. Její starší sestra Helen byla hodně podobná matce a mladší bratr Jon jako jediný chlapec rodiny si naopak velmi rozuměl s otcem nejenom v technických záležitostech a ve spravování aut. Tudíž autorka měla jako malá mnoho času na čtení a trávení ho ve své vlastní představivosti.
Její otec byl armádním zubařem, proto se rodina velmi často stěhovala. Narozena byla autorka na Havaji, poté se přestěhovali do New Yorku, kde Lowryová nastoupila do základní školy. Když však vypukla druhá světová válka, otec musel nastoupit na vojenskou službu a rodina v čele s matkou se přestěhovala do Carlisle v Pensylvánii, kde žili její prarodiče. V Carlisle Lowryová dokončila šestý ročník základní školy a rodina se opět přestěhovala, tentokrát do Tokia, kde Lowry nastoupila do sedmého ročníku. Absolvovala střední školu v New Yorku a vysokou školu Brown University na Rhode Islandu.
Lowryová se vdala v 19 letech za námořního důstojníka a její stěhování opět pokračovalo. Pobývala v Kalifornii, Connecticutu, Floridě, Severní Karolíně, Cambridge, Massachusetts, kde manžel zanechal své kariéry a nastoupil na Harward Law School. Posledním místem bydliště se stalo Maine, kde už pobývala se čtyřmi dětmi ve věku do pěti let. Autorka dokončila University of Southern v Maine a začala psát profesionálně.
Lowryová publikovala své články v časopisech. Napsala také krátký příběh do Reedbook Magazine, který velmi upoutal editora v Houghton Mifflin. Jednalo se o příběh vyprávěný z pohledu dětského hrdiny. Tak byla Lowryová požádána, aby napsala knihu pro děti a v roce 1977 vznikla kniha Summer to Die, v nichž těžila ze svých zážitků se sestrou, jež onemocněla rakovinou, které podlehla.
V roce 1977 v autorčiných 40 letech se manželství rozpadlo. Potkala nového muže, se kterým strávila krásných 30 let života cestováním po světě, ale stačilo jim i skládání puzzle. V roce 2011 umřel. V současné době žije v Cambridge v Massasuchetts sama se svým psem Alfiem a kočkou Lulu. Hodně času však tráví v Maine na statku z roku 1768 navštěvujíce svá vnoučata.
Nešťastnou událostí v autorčině životě byla smrt sestry Helen, která umřela na rakovinu. A také letadlová havárie, při níž zemřel její syn působící jako pilot v United States Air Force.

## Tvorba
Autorka napsala více než třicet knih pro děti a mládež. Knihy zahrnují různá témata (utopická společnost, mladé rodičovství, handicap, nemoc,…). Navíc svá díla píše v různých žánrech (fantasy příběhy, historické, autobiografické). Autorka podle svých slov nikdy po dopsání knihy netuší, jakým žánrem začne příště.

### Tituly vydané v češtině
- Dárce – příběh vypráví o utopické společnosti, ve které neexistují barvy, city, vzpomínky. Hlavní postavou je Jonas, který se má stát budoucím příjemcem paměti. Dárce mu předává jednotlivé vzpomínky od krásných po velmi bolestivé. Jonas si uvědomuje, že jeho společnost není vůbec dokonalá a začíná pochybovat o tom, zda chce žít v takovém světě bez vzpomínek.[5]
- Spočítej hvězdy – příběh se odehrává za druhé světové války v Dánsku. Autorka zde zobrazuje odvahu dánských občanů, kteří na pomoc židovským obyvatel riskovali své vlastní životy. Hlavní postavou je Annemarie, která má židovskou kamarádku Ellen a která se nebojí riskovat.[6]
- Hledání modré – příběh vypráví o Kiře, žijící ve společnosti, ve které vládne krutost, ve které jsou slabí, staří a nemocní nežádoucí. Kiře umírá matka a má za úkol od Rady Strážců vyspravit složitě vyšívané slavnostní roucho Zpěváka, které v obrazech vypráví o lidské dějiny od počátku. Kira se ještě seznamuje s Thomasem, který má opravit Zpěvákovu vyřezávanou hůl, a s Jo, která má Zpěváka v budoucnu nahradit. I když dětem nic nechybí a jsou zaopatřené, hlodá jimi nedůvěra, že něco není úplně v pořádku.[7]

### Samostatně vydané tituly
- A Summer to Die – příběh dvou sester, z nichž jedna má rakovinu
- Find a Stranger, Say Goodbye – hlavní hrdinkou je adoptovaná dívka hledající svou biologickou matku
- Autumn Street – autobiografická kniha, otec odešel do války a rodina se přestěhovala za prarodičemi
- Taking Care of Terrific
- Us and Uncle Fraud – do domu dětí a jejich rodičů se přestěhuje tajemný strýc
- Rabble Starkey – hrdinka vyrůstající sama se svou matkou
- Stay! Keeper's Story – dobrodružný příběh o psovi
- Looking Back – autobiografická kniha, vzpomínky na minulost
- The Silent Boy – mentálně zaostalý chlapec s čistým srdcem
- Gossamer – říše snů
- The Willoughbys
- Crow Call – čas autorky trávený se svým otcem, který se vrátil z války
- The Birthday Ball – v hlavní postavě princezna
- Bless This Mouse – život kolonie myší
- Like The Willow Tree – deník dívky žijící v kolonii v Maine[8]

### Série
- The Giver Quartet – Dárce, Hledání modré, Messenger, Son
- Anastasia Krupnik
- Sam Krupnik
- Tate Family
- Gooney Bird